# NGC 7359
NGC 7359 este o galaxie situată în constelația Vărsătorul. A fost descoperită în 14 iulie 1885 de către Francis Leavenworth. Se află la o distanță de 45,52 de megaparseci de Pământ.